# Jangamabudagatti, Parasgad
Jangamabudagatti là một làng thuộc tehsil Parasgad, huyện Belgaum, bang Karnataka, Ấn Độ.